# 埃及的歐律狄刻
歐律狄刻（前四世紀初人物），是安提帕特的女兒，也是托勒密一世的妻子。
古代歷史學家並沒有記載歐律狄刻是何時與托勒密一世結婚，但很可能在安提帕特於前321年特里帕拉迪蘇斯分封協議當上帝國攝政以後。她與托勒密有三個兒子，分別為托勒密·克勞諾斯、墨勒阿革洛斯、和一個不知其名的兒子，這位不知名的兒子後來被同父異母的托勒密二世處死。歐律狄刻還育有兩個女兒，托勒邁絲（Ptolemais）嫁給德米特里一世，另一個是呂珊德拉，她後來嫁給利西馬科斯之子阿加托克利斯 。
在那個時代，托勒密一世就像是跟馬其頓前代國王一樣都擁有多位妻子。托勒密一世之後因寵愛貝勒尼基一世而冷落歐律狄刻，很可能歐律狄刻怨恨托勒密如此對待以及托勒密明顯寵愛貝勒尼基所生的孩子，歐律狄刻因此離開了托勒密的宮廷。在前287年，歐律狄刻居於米利都，並在那裏歡迎德米特里一世到來，還把女兒托勒邁絲嫁給他，此舉也可以視為托勒密的勢力與德米特里一世親善。

## 來源
1. ↑  保薩尼亞斯, Description of Greece, i. 7;
2. ↑  普魯塔克, 希臘羅馬名人傳, "Demetrius", 32, 46
3. ↑  保薩尼亞斯, i. 9
4. ↑  Dodson, Aidan and Hilton, Dyan. The Complete Royal Families of Ancient Egypt. Thames & Hudson. 2004. ISBN 0-500-05128-3
5. ↑  Eurydice （页面存档备份，存于） by Chriss Bennett
6. ↑  普魯塔克, "Pyrrhus", 4
7. ↑  普魯塔克., "Demetrius", 46

- 威廉·史密斯，《希腊羅馬的神话和傳記辭典》, "Eurydice (4)"（页面存档备份，存于）, 波士頓, (1867)

## 外部連結
- Biography by Christopher Bennett
- Biography at livius.org （页面存档备份，存于）